# Sindrome di Nelson
La sindrome di Nelson è detta anche sindrome di Nelson-Meakin-Thorne e si riscontra dopo surrenectomia bilaterale in corso di malattia di Cushing nel 10-15 % dei casi per mancanza di feedback negativo esercitato dai glucocorticoidi.
Durante il disturbo il paziente sviluppa macroadenomi ipofisari che secernono l'ormone adrenocorticotropo (ACTH).  La gravità della malattia dipende dall'effetto del rilascio di ACTH sulla pelle, dalla perdita dell'ormone pituitario e dall'effetto che il tumore ha sulle strutture circostanti all'interno del corpo.
È caratterizzata dall'allargamento dell'adenoma cromofilo secernente ACTH con ampliamento della sella turcica.
Il primo caso della sindrome di Nelson fu descritto nel 1958 da Nelson et al. Negli ultimi venti anni, sono stati apportati miglioramenti all'identificazione e alla cura dei pazienti con malattia di Cushing. Sono stati apportati miglioramenti con tecniche come la radioterapia ipofisaria, il saggio ACTH, la chirurgia ipofisaria dell'ipofisi, la risonanza magnetica ad alta risoluzione e il campionamento del seno petroso inferiore. I progressi menzionati in precedenza hanno permesso ai medici di perseguire altre vie per la terapia della sindrome di Cushing che non comportano adrenalectomia bilaterale.
La sindrome di Nelson viene anche definita sindrome post-adrenalectomia ed è il risultato di una surrenalectomia eseguita per la sindrome di Cushing. Gli adenomi corticotrofi sono rilevati in più femmine rispetto ai maschi. Pertanto, la sindrome di Nelson è osservata per lo più in donne giovani .

## Presentazione clinica
A livello clinico il paziente si presenta con iperpigmentazione cutanea dovuta all'eccesso di ormone melanotropo (MSH), eventuali alterazioni visive per compressione del chiasma ottico e ovviamente elevati tassi ematici di ACTH ed MSH.
I sintomi comuni includono:
- iperpigmentazione della pelle
- disturbi visivi
- mal di testa
- alti livelli anormali di beta-MSH e ACTH
- ingrossamenti anormali della ghiandola pituitaria,
- interruzione dei cicli mestruali nelle donne[5]

## Cause
Le cause comuni includono adrenalectomia bilaterale per il trattamento della malattia di Cushing e ipopituitarismo. L'insorgenza della malattia può verificarsi fino a 24 anni dopo l'esecuzione di una adrenalectomia bilaterale, con una media fino a 15 anni dopo. Una misura preventiva che può essere utilizzata è la radioterapia profilattica quando viene eseguita una adrenalectomia bilaterale al fine di prevenire la manifestazione della sindrome di Nelson. Lo screening può anche essere fatto con l'aiuto di una risonanza magnetica al fine di visualizzare i macroadenomi. Se i tumori non sono presenti, è necessario eseguire una risonanza magnetica ad intervalli. I livelli di ACTH a digiuno nel plasma al di sopra di 154 pmol / l e l'iper-pigmentazione sono predittivi della sindrome di Nelson dopo una adrenalectomia. I fattori di rischio includono la giovane età e la gravidanza.

## Trattamento
Il trattamento comune per la sindrome di Nelson includono la radioterapia o la chirurgia. Le radiazioni consentono di limitare la crescita della ghiandola pituitaria e degli adenomi. Se gli adenomi iniziano a influenzare le strutture circostanti del cervello, allora una tecnica micro-chirurgica può essere adattata per rimuovere gli adenomi in un processo transfenoidale (osso alla base del cranio). La morte può essere causata dallo sviluppo di un tumore ipofisario localmente aggressivo. Tuttavia, non si verifica comunemente con le malattie dell'ipofisi. Nel raro caso, i tumori che secernono ACTH possono diventare maligni. La morbilità dalla malattia può verificarsi a causa della compressione o della sostituzione del tessuto pituitario e della compressione delle strutture che circondano la fossa ipofisaria.  Il tumore può anche comprimere l'apparato ottico, influenzare il flusso del liquido cerebrospinale e causare una meningite